# Ongoj (rejon osiński)
Ongoj (ros. Онгой) – wieś (dieriewnia) w Rosji, w obwodzie irkuckim, w rejonie osińskim. W 2010 liczyła 388 mieszkańców.